# Wild West World
Wild West World is een computerspel uit 1990. Het spel werd ontwikkeld en uitgegeven door Software 2000. Het is een strategiespel waarbij geld verdiend, land gekocht en een stad opgebouwd moet worden. Het speelveld wordt van bovenaf afgebeeld.

## Platforms
| platform | jaar |
| -------- | ---- |
| Amiga    | 1990 |
| Atari ST | 1990 |
| DOS      | 1992 |

## Ontvangst
| Beoordeeld door                      | Platform | Datum         | Score |
| ------------------------------------ | -------- | ------------- | ----- |
| Amiga Joker                          | Amiga    | november 1990 | 82%   |
| Joker Verlag präsentiert: Sonderheft | DOS      | 1993          | 74%   |
| Joker Verlag präsentiert: Sonderheft | Amiga    | 1993          | 74%   |
| Datormagazin                         | Amiga    | 23 april 1992 | 69%   |
| Power Play                           | Amiga    | december 1990 | 59%   |
| Power Play                           | DOS      | december 1991 | 59%   |